# Felipe Restrepo Pombo
Felipe Restrepo Pombo (Bogotá, 1978) es un periodista y escritor colombiano.

## Carrera
Es periodista, escritor y editor. En 2017 fue seleccionado como uno de los  autores jóvenes de la década en Latinoamérica por el Hay Festival. Su trabajo narrativo ha sido traducido al inglés, francés e italiano. Es autor de seis libros: Retrato de una pesadilla (Panamericana, 2005), Nunca es fácil ser una celebridad (Planeta, 2013), 16 retratos excéntricos (Planeta, 2014), Formas de evasión (Seix Barral, 2016), Perfiles anfibios (Ediciones Encino, 2020) y Ceremonia (2021).
En 2021 recibió el Premio Nacional de Periodismo Simón Bolívar en la categoría de Crítica Cultural. En 2013 fue editor invitado en la revista Paris Match, en París, y desde entonces es su corresponsal. En 2015 fue invitado por la editorial británica MacLehose Press a editar y prologar The Sorrows of Mexico (MacLehose Press / Debate, 2016), ganador del English PEN Award. Editó dos antologías en la colección Crónica (UNAM, 2016 y 2018) con voces fundamentales del periodismo narrativo latinoamericano. En 2018 fue elegido Escritor en Residencia por el British Council en Gales. Es coordinador del Premio Anagrama de Crónica en España y fue jurado del prestigioso premio Neustadt de Literatura en Estados Unidos (2019). Fue editor para Latinoamérica de Esquire, editor cultural de la revista Semana y director de la revista Arcadia. Ha colaborado en decenas de medios internacionales como BBC, Words Without Borders, World Literature Today, entre otros. Ha dictado talleres de escritura en Estados Unidos, México, Chile, Uruguay, Argentina y Colombia. Fue becario de la Fundación Prensa y Democracia de la Universidad Iberoamericana y participó en talleres de la Fundación Nuevo Periodismo Iberoamericano.
Es columnista ocasional de la edición en español de The Washington Post y El País de España. Fue director de la revista latinoamericana Gatopardo en Ciudad de México durante seis años. 
>